# صعيد مصر

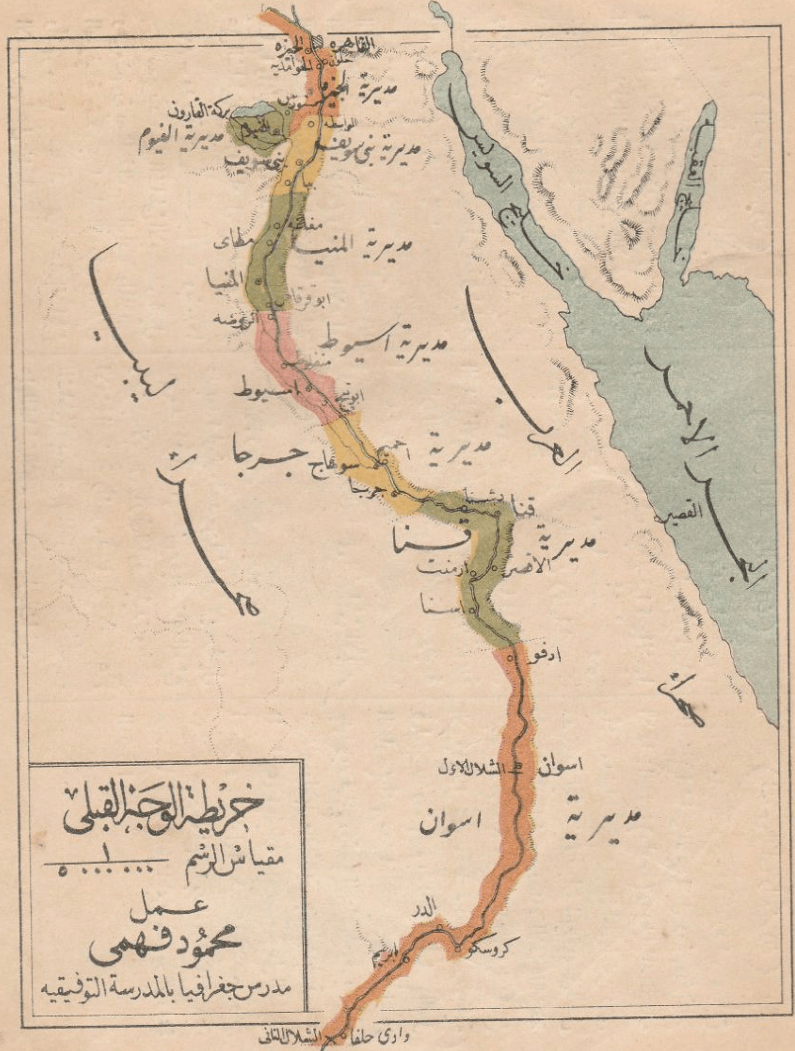
خريطة تاريخية لوجه قبلي من سنة 1900 تظهر تقسيمه الإداري

صعيد مصر ويسمى أيضا بالوجه القبلي (أي الوجه الجنوبي) أو مصر العليا (سميت بالعليا بسبب علو وارتفاع أراضيها عن مستوى سطح البحر مقارنة بمصر السفلى) ويطلق عليها أيضا اسم وادي النيل هي منطقة تمثل الجنوب من مصر أو الجزء العلوي من أراضي نهر النيل في مصر. تمتد هذه المنطقة من مركز أطفيح في جنوب الجيزة شمالاً حتى أسوان جنوبًا وإلى الحدود مع السودان شرقًا بمحاذاة البحر الأحمر، وتمثل الجزء الجنوبي من خريطة مصر. وفِي اللغة العربية الصَّعِيدُ هو المرتفِعُ من الأرض، ومنه اشتق اسم صعيد مصر ، ويطلق على سكان تلك المنطقة لقب الصعايدة.

## التاريخ

### مصر العليا في عصر ما قبل الأسرات
المدينة الرئيسية في مصر ما قبل التاريخ كانت نخن في مصر العليا،  التي كان إلهها الراعي هو إله النسر نخبيت.
بحلول حوالي 3600 قبل الميلاد، أسست مجتمعات العصر الحجري الحديث المصرية على طول النيل ثقافتها على زراعة المحاصيل وتدجين الحيوانات. بعد 3600 قبل الميلاد بقليل، بدأ المجتمع المصري ينمو ويزداد تعقيدًا. فخار جديد ومميز . أصبح الاستخدام المكثف للنحاس شائعًا خلال هذا الوقت.
بالتزامن مع هذه التطورات الثقافية، حدثت عملية توحيد المجتمعات والبلدات في أعالي نهر النيل، أو مصر العليا. في نفس الوقت، خضعت مجتمعات دلتا النيل ، أو مصر السفلى أيضًا لعملية توحيد. كانت الحرب بين مصر العليا والسفلى تحدث كثيرًا. خلال فترة حكم الملك نارمر لمصر العليا، هزم الملك نارمر أعدائه في الدلتا ودمج كل من مملكة مصر العليا والسفلى تحت حكمه الوحيد.

### مصر العليا في عصر الأسرات
بالنسبة لمعظم تاريخ مصر القديمة، كانت طيبة المركز الإداري لمصر العليا لكن تراجعت أهميتها بمرور الزمن. تحت حكم البطالمة تولى موقع بطليموس هيرميو دور عاصمة مصر العليا. كان يمثل مصر العليا بالتاج الأبيض الطويل ورموزها كانت زهرة اللوتس المزهرة والبردي.

### مصر العليا في القرون الوسطى
في القرن الحادي عشر الميلادي، هربت أعداد كبيرة من الرعاة، المعروفين باسم الهلاليين، من مصر العليا وانتقلوا غربًا إلى ليبيا وبعيدًا حتى تونس. من المعتقد أن تدهور ظروف الرعي في مصر العليا مرتبط ببداية الحقبة القروسطية الدافئة التي كانت السبب الجذري للهجرة.

### مصر العليا في القرن العشرين
في مصر في القرن العشرين، استخدم ولي العهد في المملكة المصرية لقب أمير الصعيد. استخدم هذا اللقب لأول مرة فاروق الأول ، ابن ووريث الملك فؤاد الأول. تم تسمية الأمير فاروق رسميًا أميرًا للصعيد في 12 ديسمبر 1933.
على الرغم من إلغاء الملكية بعد ثورة 23 يوليو ، إلا أن اللقب لا يزال مستخدمًا من قبل محمد علي حفيد الملك فاروق الأول.

## قائمة حكام مصر العليا في عصور ما قبل الأسرات
| اسم         | صورة | تعليقات                                        | تواريخ                    |
| ----------- | ---- | ---------------------------------------------- | ------------------------- |
| فيل         |      | —                                              | الألف الرابعة قبل الميلاد |
| ثور         | —    | —                                              | الألف الرابعة قبل الميلاد |
| عقرب الأول  | —    | —أقدم قبر في أم القعب كان يحمل شارة عقرب الأول | حوالي 3200 ق.م            |
| إري حور     | —    | —                                              | حوالي 3200 ق.م            |
| كا (فرعون)  | —    | —                                              | حوالي 3200 ق.م            |
| عقرب الثاني | —    | —                                              | حوالي 3150 ق.م            |
| نارمر       | —    | —                                              | حوالي 3150 ق.م            |

## مقاطعات مصر العليا قديما
| رقم المقاطعة | الاسم القديم   | العاصمة                | موقع العاصمة الحالي                              | خريطة توزيع المقاطعات القديمة |
| ------------ | -------------- | ---------------------- | ------------------------------------------------ | ----------------------------- |
| 1            | (تا ستي)       | أبو / يابو             | أسوان                                            |                               |
| 2            | (أمنتي حور)    | جبا                    | إدفو                                             |                               |
| 3            | (نخن)          | نخبت                   | الكاب                                            |                               |
| 4            | (واست)         | واست                   | الكرنك                                           |                               |
| 5            | (نتروي)        | جبتاو                  | قفط                                              |                               |
| 6            | (جام/زام)      | إيونيت / إيونيت إن نوت | دندرة                                            |                               |
| 7            | (حوت سششت)     | حوت سششت               | هو                                               |                               |
| 8            | (تا ور / إبجو) | إبجو                   | أبيدوس ، ثينيس                                   |                               |
| 9            | (مين / خم)     | أبو / خنمين            | أخميم                                            |                               |
| 10           | (واجيت)        | تبو                    | قاو الكبير                                       |                               |
| 11           | (ست)           | شاسحتب                 | شطب                                              |                               |
| 12           | (جوف / جو حفا) | برحور نبو              | د. سليم حسن يوحدها مع أبنوب                      |                               |
| 13           | (أتف خنتت)     | ساوت                   | أسيوط                                            |                               |
| 14           | (أتف بحت)      | قيس                    | القوصية                                          |                               |
| 15           | (ونو)          | خمنو                   | الأشمونين                                        |                               |
| 16           | (ما حج)        | حبنو                   | يوحدها الدكتور سليم حسن بزاوية الميتين في المنيا |                               |
| 17           | (إنبو)         | كاسا                   | القيس                                            |                               |
| 18           | (سبا)          | سبا                    | الحيبة                                           |                               |
| 19           | (وابو)         | وابوت                  | البهنسا                                          |                               |
| 20           | (نعر خنتي)     | ننو نيسوت              | إهناسيا                                          |                               |
| 21           | (نعر بحو)      | شدت / بر سبك           | الفيوم                                           |                               |
| 22           | (معتنو / حنت)  | بر نبت تب إبحو         | أطفيح                                            |                               |

ومازالت معظم آثار تلك المقاطعات القديمة موجودة حتى الآن

## محافظات صعيد مصر

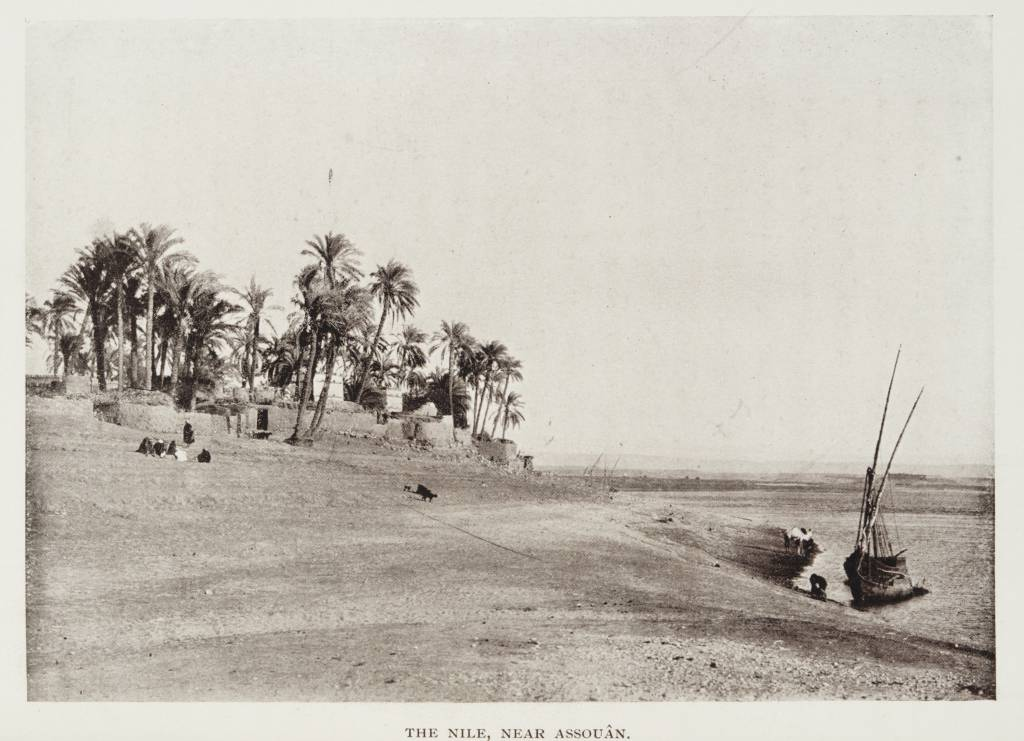
النيل بالقرب من أسوان سنة 1910م

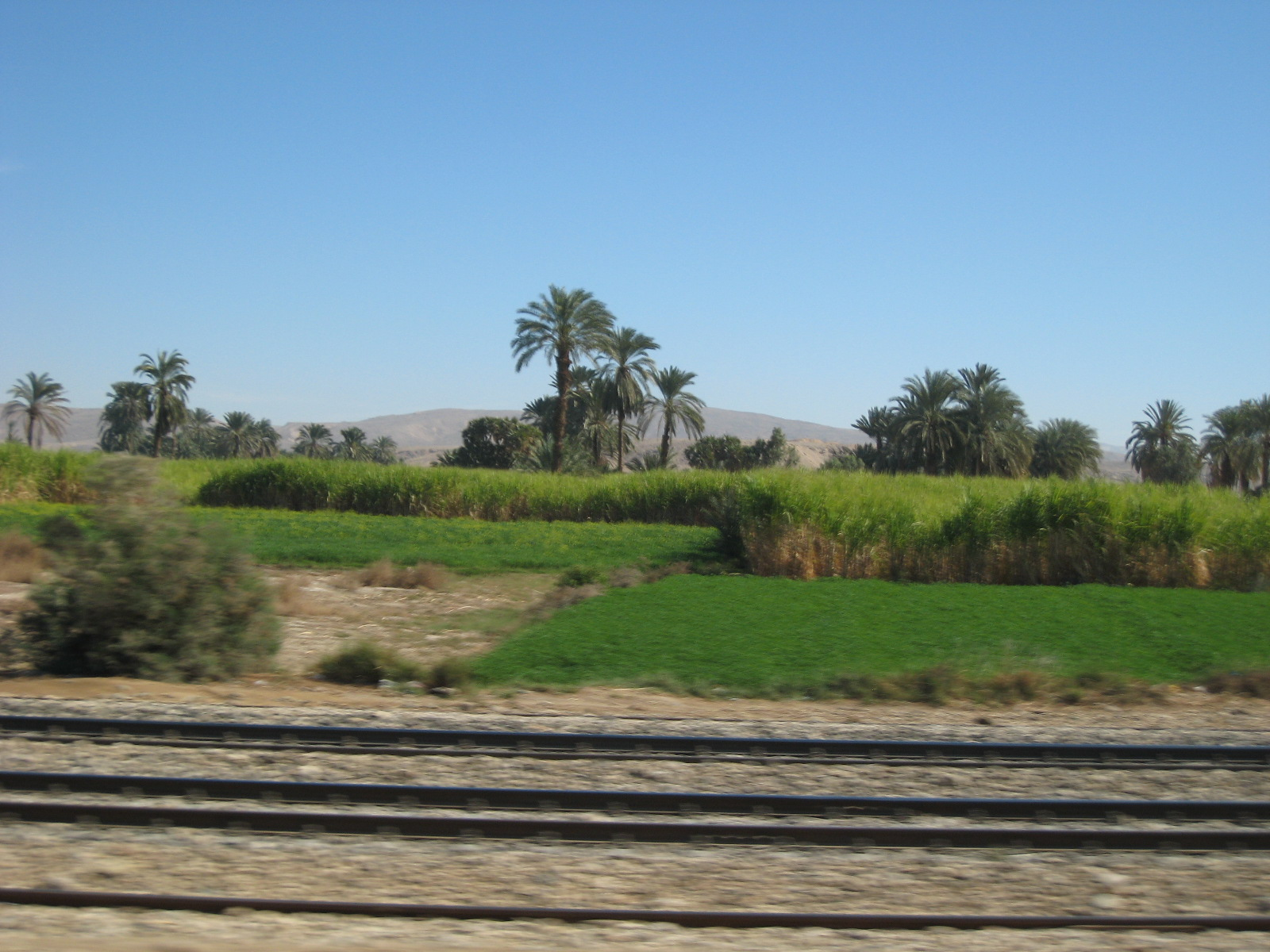
خط قطار الصعيد.

يضم الصعيد المحافظات التالية:
| المحافظة  | المحافظة      | المساحة (كم2) | عدد السكان (يوليو 2014) | عدد السكان (يناير 2019) | العاصمة  | عدد المدن | عدد المراكز | عدد الأحياء |
| --------- | ------------- | ------------- | ----------------------- | ----------------------- | -------- | --------- | ----------- | ----------- |
|           | الجيزة        | 13,184        | 7,397,577               | 9,066,784               | الجيزة   | 14        | 10          | 8           |
|           | الفيوم        | 6,068         | 3,072,181               | 3,822,836               | الفيوم   | 6         | 6           | 4           |
|           | بني سويف      | 10,954        | 2,771,138               | 3,361,034               | بني سويف | 8         | 7           | 0           |
|           | المنيا        | 32,279        | 5,565,995               | 5,879,725               | المنيا   | 10        | 9           | 0           |
|           | أسيوط         | 25,926        | 4,123,441               | 4,697,873               | أسيوط    | 11        | 11          | 2           |
|           | سوهاج         | 11,218        | 4,469,151               | 5,320,001               | سوهاج    | 12        | 11          | 3           |
|           | قنا           | 10,798        | 2,959,175               | 3,380,264               | قنا      | 10        | 9           | 0           |
|           | الأقصر        | 2,410         | 1,119,222               | 1,322,511               | الأقصر   | 8         | 5           | 0           |
|           | أسوان         | 62,726        | 1,394,687               | 1,562,683               | أسوان    | 10        | 5           | 0           |
|           | البحر الأحمر  | 119,099       | 337,051                 | 380,148                 | الغردقة  | 6         | 0           | 2           |
|           | الوادي الجديد | 440,000       | 219,615                 | 253,593                 | الخارجة  | 5         | 5           | 0           |
| 11 محافظة | 11 محافظة     | 734.662 كم2   | 33,429.233 نسمة         | 37,484.769 نسمة         | ـــ      | 100 مدينة | 81 مركز     | 19 حي       |

## أهم مدن الصعيد
يضم الصعيد مدن هامة ومعروفة: 
| المحافظة      | المدن                   |
| ------------- | ----------------------- |
| أسوان         | أسوان                   |
| الأقصر        | الأقصر                  |
| أسيوط         | أسيوط - أبو تيج - ديروط |
| سوهاج         | سوهاج - جرجا            |
| البحر الأحمر  | الغردقة - سفاجا         |
| قنا           | قنا - نجع حمادي         |
| المنيا        | المنيا - ملوي           |
| الوادي الجديد | الخارجة                 |
| بني سويف      | بني سويف                |
| الفيوم        | الفيوم                  |

## معالم من الصعيد

### المصرية القديمة

#### أبو سمبل (مقالة مفصلة)

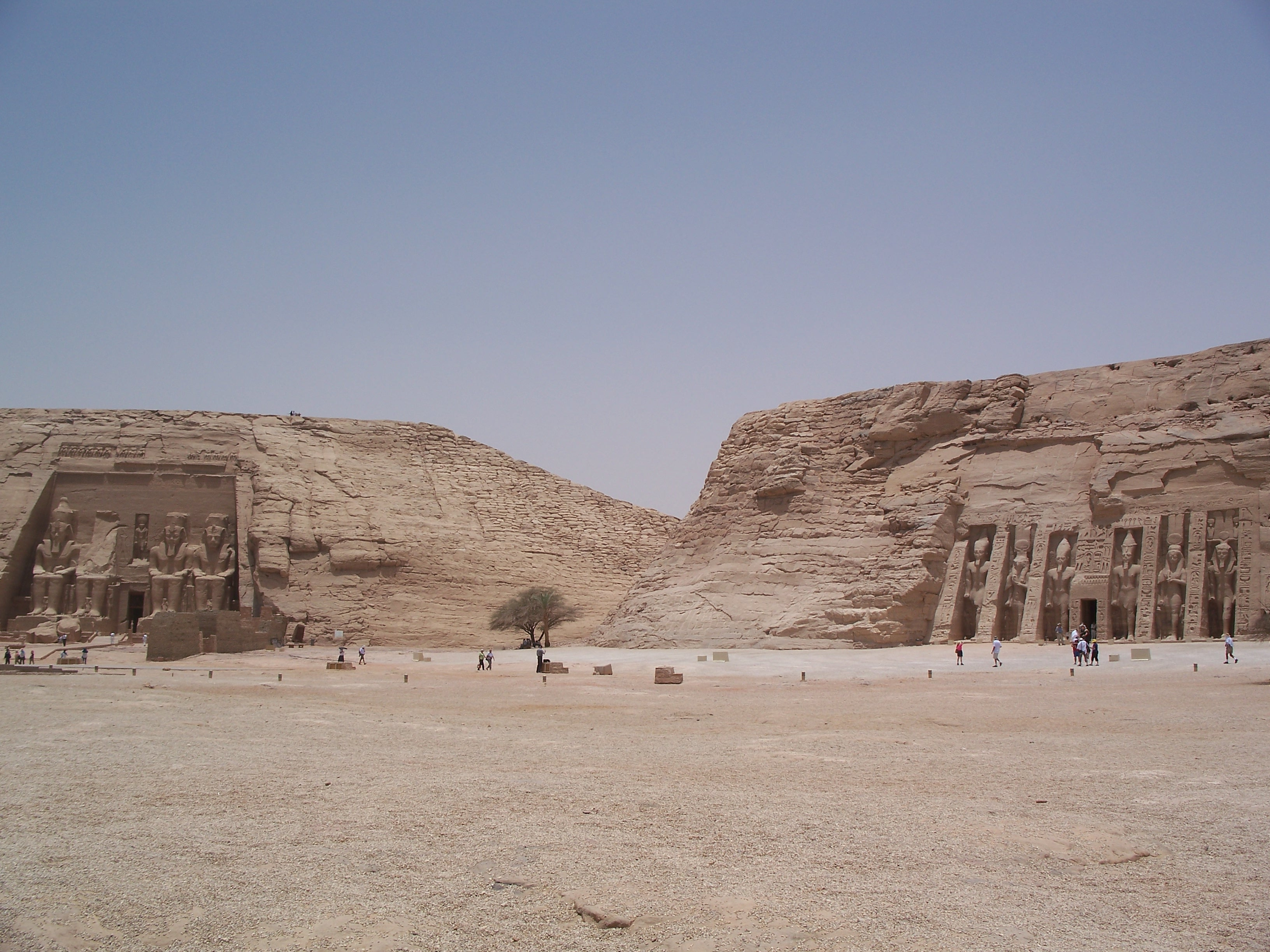
معبد رمسيس الثاني في أبي سمبل

معابد أبي سمبل في محافظة أسوان من أشهر المعالم الثرية في مصر ، وهو يقع على بعد 290 كم جنوب غرب أسوان ـ وهومن الآثار المسجلة ضمن قائمة اليونسكو لمواقع التراث العالمي.

#### الكرنك (مقالة مفصلة)
مجمع معابد الكرنك من أشهر المعابد الفرعونية الموجودة بمدينة الأقصر المصرية ، سميت المعابد على أسم مدينة الكرنك القديمة وهو اسم حديث محرف عن الكلمة العربية خورنق وتعني القرية المحصنة والتي كانت قد اطلقت على العديد من المعابد بالمنطقة خلال هذه الفترة.

### الانشاءات الحديثة

#### السد العالي (مقالة مفصلة)

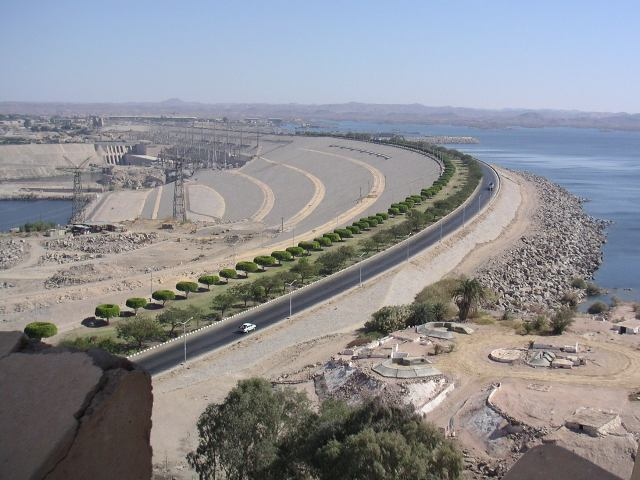
السد العالي

السد العالي في جنوب أسوان من المعالم الهامة في صعيد مصر والذي إنشائه عمل على حماية مصر من الفيضان والجفاف وخلفه تقع بحيرة ناصر والتي تمتد بطول 500 كيلو متر و متوسط عرض البحيرة 10 كيلو متر سعة التخزين الكلية 162 مليار متر مكعب سعة التخزين الميت 32 مليار متر مكعب

#### قناطر أسيوط (مقالة مفصلة)
هي مجموعة سدود على نهر النيل في مدينة أسيوط بصعيد مصر ( 375 كيلومتر إلى الجنوب من القاهرة). صممها المهندس البريطاني الشهير السير ويليام ويل كوكس وهو الذي صمم أيضاً وبنى سد أسوان.  

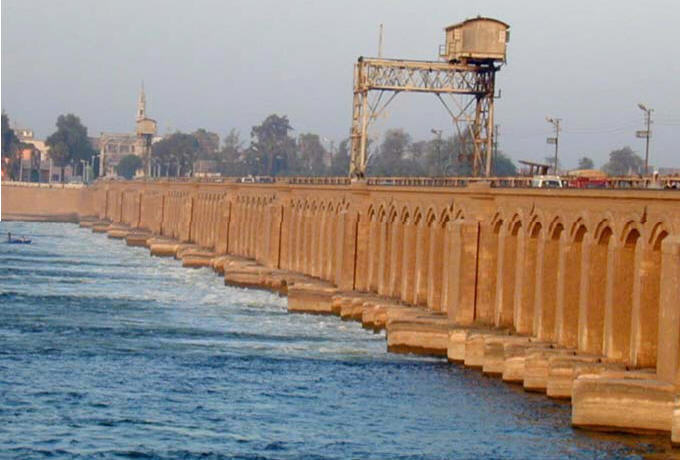
قناطر أسيوط

## وصلات خارجية
- أخبار صعيد مصر نسخة محفوظة 29 أبريل 2010 على موقع واي باك مشين.
- جمعية الصعيد للتربية والتنمية